# Japan Basketball League
La Japan Basketball League, o Liga de Baloncesto de Japón (en japonés, 日本バスケットボールリーグ), fue una liga profesional de baloncesto de Japón. Estaba dividida en dos categorías, la JBL 1 y la JBL 2, compitiendo 8 equipos en cada una de ellas. Fue fundada en 1996, y el último campeón, en 2010, fueron los Link Tochigi Brex.
En 2005, algunos equipos de la JBL se escindieron para conformar una liga rival, la bj league. En junio de 2012, la Japón Basketball Association anunció establecer una Liga Nacional de Baloncesto (NBL), que reemplazó a la JBL.

## Equipos 2009-2010

### JBL 1
| Club                        | Ciudad   |
| --------------------------- | -------- |
| Aisin Sea Horses            | Kariya   |
| Mitsubishi Diamond Dolphins | Nagoya   |
| Hitachi Sunrockers          | Tokio    |
| Rera Kamuy Hokkaido         | Hokkaidō |
| Panasonic Trians            | Osaka    |
| Link Tochigi Brex           | Tochigi  |
| Toshiba Brave Thunders      | Kawasaki |
| Toyota Alvark Pacers        | Tokio    |

### JBL 2
| Club                           | Ciudad    |
| ------------------------------ | --------- |
| Aisin AW Areions               | Aichi     |
| Hitachi Cable Bulldogs         | Ibaraki   |
| Ishikawa Blue Sparks           | Ishikawa  |
| Renova Kagoshima               | Kagoshima |
| Kuroda Electric Bullet Spirits | Tokio     |
| Tokyo Big Blue                 | Tokio     |
| Toyoda Gosei Scorpions         | Aichi     |
| Toyota Tsusho Fighting Eagles  | Nagoya    |

## Palmarés
| Equipo                     | C | Temporadas             |
| -------------------------- | - | ---------------------- |
| Aishin Sea Horses          | 4 | 2003, 2004, 2008, 2009 |
| Toyota Alvark Pacers       | 4 | 2001, 2002, 2006, 2007 |
| Isuzu Motors Lynx Gigacats | 3 | 1996, 1997, 1998       |
| Toshiba Brave Thunder      | 2 | 2000, 2005             |
| Link Tochigi Brex          | 1 | 2010                   |